# IBM 5120
IBM 5120 (также IBM 5110 Model 3) — настольный портативный компьютер, выпущенный в феврале 1980 года, за год до IBM PC. Первоначальная стоимость в реализации составляла 13500 USD. Когда был выпущен IBM PC, первоначально его определили как IBM 5150. Таким образом его разместили в серию «5100», хотя его архитектура не была прямым потомком IBM 5100. Впоследствии развитие серии продолжилось в IBM Datamaster.